# Armodoris
Armodoris Minichev, 1972 è un genere di molluschi nudibranchi appartenente alla famiglia Akiodorididae.

## Tassonomia
Il genere comprende due specie:
- Armodoris antarctica Minichev, 1972
- Armodoris anudeorum Valdés, Moran & Woods, 2011